# Pseudicius maureri
Pseudicius maureri är en spindelart som beskrevs av Prószynski 1992. Pseudicius maureri ingår i släktet Pseudicius och familjen hoppspindlar. Inga underarter finns listade i Catalogue of Life.